# Shigenori Hagimura
Shigenori Hagimura (萩村 滋則 Hagimura Shigenori?), född 31 juli 1976, är en japansk tidigare fotbollsspelare.
I april 1995 blev han uttagen i Japans trupp till U20-världsmästerskapet 1995.